# AMC 34
De AMC 34 was een Franse tank uit de Tweede Wereldoorlog.

## Ontwikkelingsgeschiedenis

### Het Plan 1931
Verontrust door de snelle opbouw van de strijdkrachten van de Sovjet-Unie onder Stalin, besloot het Franse Opperbevel in 1931 de Cavalerie te transformeren in een projectiemacht die de bondgenoten in Oost-Europa zou kunnen bijstaan in geval van sovjetagressie.
Op 24 december 1931 werd een plan opgesteld voor een ontwikkelingsprogramma van cavalerietanks, automitrailleuses geheten omdat bij de wet van 1922 alle tanks (chars) deel moesten uitmaken van de Infanterie. Het plan werd goedgekeurd door het opperbevel op 23 januari 1932, gewijzigd op 18 november en in de uiteindelijke vorm door het ministerie van defensie aanvaard op 9 december.
Naast de bouw van een Automitrailleuse de Reconnaissance (AMR), een lichte tank die niet zozeer, zoals de naam suggereert, voor verkenning geschikt moest zijn maar voor het formeren van een veiligheidsscherm voor de oprukkende hoofdmacht uit, voorzag het plan in de ontwikkeling van een Automitrailleuse de Combat (AMC), een "gevechtstank" die sterk genoeg was om met vijandelijke tanks de slag aan te gaan. Het AMR-programma zou uiteindelijk resulteren in de AMR 35. De volgende eisen werden aan de AMC gesteld:
- Maximumgewicht van negen ton beladen en 7,5 ton onbeladen
- Kruissnelheid van 30 km/h
- Rijbereik van 200 kilometer
- Klimhoek van 50%
- Constante daalhoek van 40%
- Overschrijdingsvermogen van een meter
- Waadvermogen van een meter
- Immuun voor zwaar machinegeweervuur
- Bewapend met een 47 mm kanon en een 7,5 mm mitrailleuse.

Bij dit ontwerp lag de nadruk op beweeglijkheid en vuurkracht; de bepantsering was ondergeschikt. Vooral aan de strategische mobiliteit was gedacht; vandaar de gewenste hoge kruissnelheid die ook geacht werd een hoge betrouwbaarheid van het materieel in te houden.

### Renault YR
Nog voordat het plan aan het eigen opperbevel gepresenteerd werd, had Louis Renault er lucht van gekregen; hij gaf zijn ontwerpbureau in de herfst van 1931 opdracht een prototype te bouwen, tezamen met de prototypes van de AMR. Het bureau drong er bij Louis Renault op aan een gelaste constructie toe te passen. Dat zou echter betekend hebben dat men meteen het lassysteem van een buitenlands bedrijf onder licentie moest aanschaffen, iets wat bij Louis Renault altijd onbespreekbaar was. Hij zag er het nut niet van in geld te betalen voor iets wat men door bedrijfsspionage op den duur voor niets zou kunnen verwerven. Dit probleem leidde tezelvertijd bij de ontwikkeling van de Char D2 tot grote vertragingen.

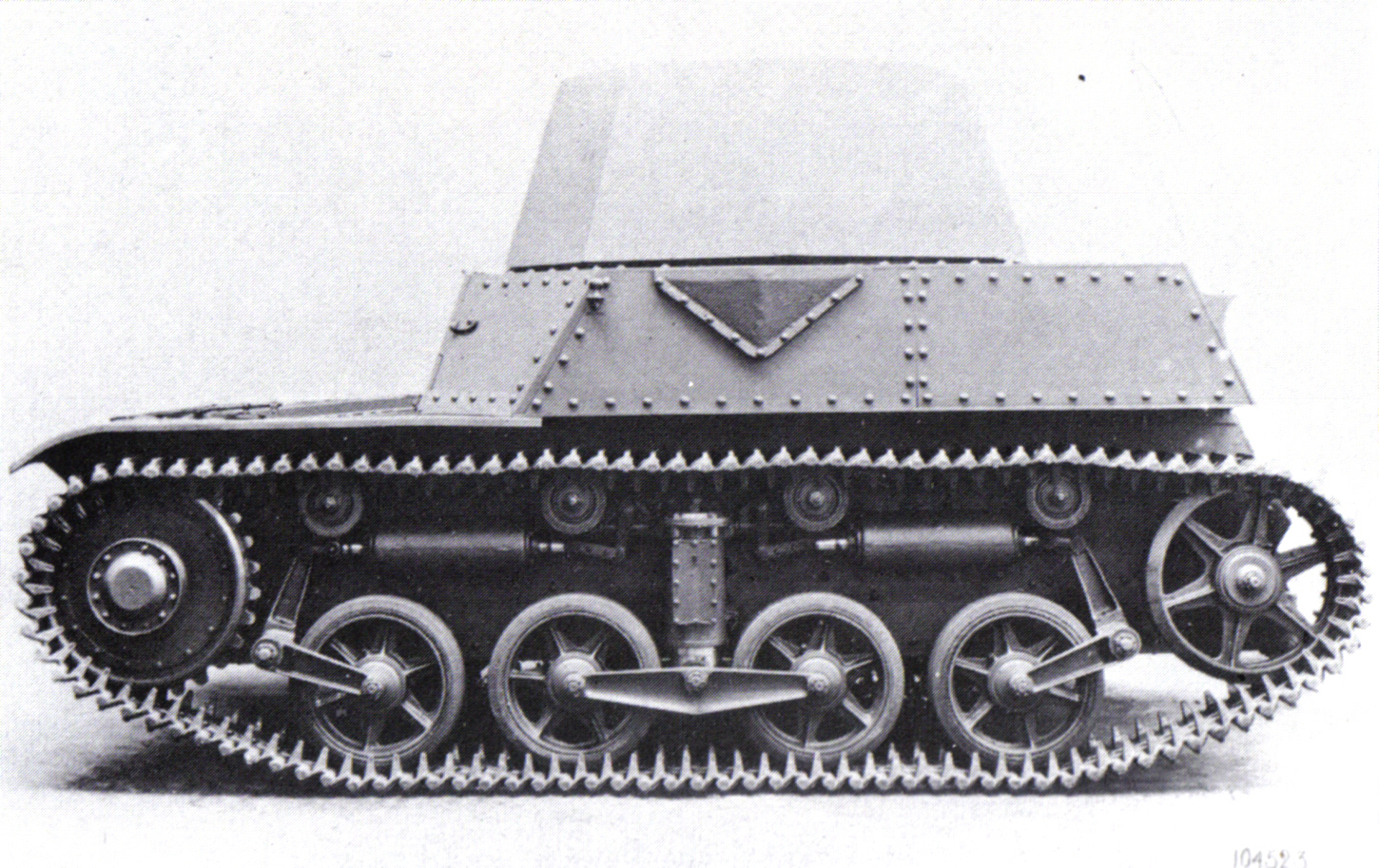
Het prototype van de Renault YR

Ook in dit geval verliep het ontwerpproces niet erg vlot. Het bureau maakte eerst op eigen houtje een wat amateuristisch gelaste romp en toren, in de hoop daarmee Louis Renault te overtuigen. Dit project noemde men de Char rapide en had de codenaam Renault VO; het zou meteen als alternatief kunnen dienen voor de AMR. Louis Renault was wel gecharmeerd van het initiatief van zijn ondergeschikten. Hij hield het voorstel midden 1932 een half jaar in beraad, probeerde er nog een subsidie voor industriële innovatie mee los te krijgen bij de Franse regering, maar toen dat mislukte, probeerde hij een herontwerp met klinknagels. Toen bleek dat het chassis daardoor te zwaar zou worden, werd het ontwerp weer helemaal omgegooid — en voornamelijk verkleind. Pas in de zomer van 1933 was eindelijk de romp van een prototype met klinknagels klaar, de Renault YR.
Dit prototype was uitgerust met de onbewapende gelaste toren van de Renault VO. De toren was eigenlijk te groot voor de nieuwe romp, die daarom een stukje werd uitgebouwd om de toren te kunnen dragen. Het prototype werd vanaf 12 oktober beproefd door de Franse materieelcommissie, de Commission de Vincennes, die het al op 16 oktober doorstuurde naar de Section Technique de la Cavalerie voor rijproeven te Mourmelon tot 2 november. Het prototype legde daarbij 799,5 kilometer af. De sectie constateerde dat de kruissnelheid slechts 28,676 km/h was en de twee benzinetanks van 110 en 35 liter respectievelijk, 70 liter tekortkwamen om het gewenste rijbereik van 200 kilometer te halen, gezien het verbruik van 119 liter per honderd kilometer. Overigens verliepen de rijproeven uitstekend. De slijtage was gering, de bestuurbaarheid op de weg was goed, maar in het terrein wat minder doordat de bodemdruk met 2,588 kg/cm2 wat hoog leek. De volgende verbeteringen werden (aan)bevolen:
- Grotere benzinetank
- Beter geprofileerde rupsbandschakels voor een grotere grip en minder slijtage
- Betere geluiddempers
- Het uitlaatrooster moest voorzien worden van afgeschuinde tralies; nu kon men er zo inschieten.
- Sterkere versnellingsbak
- Startzwengel in de gevechtsruimte in plaats van achteraan de tank

Hoewel het materieel niet helemaal voldeed, kwam het op 9 maart 1934 toch tot een bestelling van een voorserie van twaalf stuks van de AMC 34. Verdere tanks zouden echter niet besteld worden: op 26 juni werd het Plan 1931 vervangen door het Plan 1934 dat als extra eis aan de AMC stelde dat deze immuun moest zijn voor antitankwapens. Een dergelijk zware pantsering kon het lichte chassis niet dragen zodat Renault overging tot het verbeteren van het ontwerp tot de AMC 35. Het eerste exemplaar van de voorserie werd geleverd op 17 oktober 1935.

## Beschrijving van de AMC 34
De AMC 34 is een vrij klein voertuig, 3,98 meter lang en 2,07 meter breed, dat in vorm sterk overeenkomt met de AMR 35. De ophanging van het prototype was gelijk aan dat van de AMR 33. De te zwakke constructie werd net als bij de AMR 35 vervangen; in feite zelfs door een ontwerp met verbrede elementen dat oorspronkelijk ook voor deze andere tank bedoeld was maar daar door een nog sterker model opgevolgd zou worden. Iedere zijde telt vier loopwielen; de middelste twee zijn aan een centrale as verbonden die vastzit aan een verticale stang die in een houder naar boven kan bewegen tegen de druk van een verticale springveer in. De onderlinge beweging van beide wielen is niet geveerd. De wielen voor en achter zijn voorzien van een horizontale springveer die verbonden is aan een olieschokdemper. Een V-8 120 pk motor aan de rechterzijde van het voertuig met een cilinderinhoud van 7125 cc maakt een snelheid mogelijk van 40 km/h; een benzinevoorraad van 220 liter een rijbereik van 200 kilometer. De draaicirkel is 7,5 meter en het overschrijdingsvermogen 120 centimeter.
De chauffeur zit links met boven hem een luik in de voorkant en achter de gevechtsruimte nog een dubbelluik links achter. De pantsering is 20 mm op die platen die geen grotere hoek maken met het verticale vlak dan 25 graden; de andere zijden hebben een dikte van 18 mm; boven en onderkant een dikte van 10 mm. Het gewicht van de romp, die een hoogte heeft van 155 cm komt daardoor op 9,7 ton. Een keuze voor een toren is nog niet gemaakt.

## Operationele geschiedenis

### Frankrijk
In januari 1936 werden de voertuigen, voorlopig voorzien van de toren van de FT-17, in dienst genomen bij een eskadron van het 4e Cuirassiers. Deze eenheid rustte de voertuigen nog even uit met de APX1-toren, gelijk aan die van de Char D2, maar in 1937 werden de rompen verscheept naar een cavalerie-eenheid in Frans-Marokko, het 1e Régiment Chasseurs d'Afrique, dat ze op 15 december 1937 in ontvangst nam. Deze voertuigen, destijds de modernste in de koloniën aanwezig, kregen de tweemans APX2-toren voorzien van een 25 mm kanon en een 7,5 mm mitrailleuse. Sommige bronnen vermelden dat dit kanon, daar het geen brisantgranaten kon verschieten, later vervangen werd door het SA 34 47 mm kanon. Dit is echter onjuist en de foto's die na de oorlog dit misverstand in de wereld hielpen, zijn juist van de allereerste tanks: de eerste torens werden geïnstalleerd zonder kanon, omdat de leveranties daarvan een grote achterstand hadden. De lege slof lijkt op de loop van een kort 47 mm kanon. De tanks werden voorzien van een ER 28 kortegolfradio met een bereik van twee kilometer. Omdat men de extra benzinetanks achter op de spatborden gezet heeft, dreigt bij een doorschieting ervan benzine in het grote ventilatierooster te stromen. Om dit te voorkomen werd de achterkant van een uitbouw links naast de rechtertank voorzien die een nieuw kleiner horizontaal ventilatierooster in de bovenkant had. Na het uitbreken van de Tweede Wereldoorlog werd het materieel in november 1939 uitgefaseerd voor de Hotchkiss H39; het 5e RCA nam drie stuks over om die te verslijten in de rijopleiding. Het uiteindelijke lot van de voertuigen na de wapenstilstand is onbekend.

### België
In 1930 begon het Belgische opperbevel de invoering van moderne tanks te overwegen. Even dacht men daarbij aan de Franse AMR 33 maar dit type werd al snel te licht bevonden, zodat de aandacht op de Renault YR werd gericht. Op 14 maart 1933 kwam de Belgische minister van defensie Albert Devèze tot de conclusie dat inderdaad een zwaarder bewapend voertuig nodig was. In de herfst van 1934 werden twee concurrerende ontwerpen beproefd: de Britse Vickers Medium Tank Mark F op 9 en 10 oktober, en de AMC 34 tussen 7 en 10 november. Het prototype van de laatste werd hiervoor van het Franse leger geleend en werd voorzien van een dummytoren en simulatiegewichten ter compensatie. Op 13 februari 1935 concludeerde de vaste commissie voor de motorisering dat de AMC 34 de voorkeur verdiende vanwege de betere bepantsering en bewapening, ondanks een slechter klimvermogen.
In 1935 begon men een mechanisatieprogramma voor de Belgische Cavalerie vorm te geven. Ieder van de zes regimenten moest een eskadron van twaalf tanks krijgen: acht T.15's en vier tanks met een kanon. Voor dit laatste type werd op 26 maart voorgesteld 25 AMC 34's te bestellen, de rompen en de koepels apart, voor een prijs van 360.000 Franse frank per stuk. Renault zou verantwoordelijk zijn voor de eindmontage. Het ministerie van defensie ging op 28 maart akkoord met dit plan; daarbij werd duidelijk gemaakt dat het zou handelen om een verbeterde versie ofwel tweede serie waarvan de ontwerpafdeling van Renault al plannen had getoond en die uitgerust moest worden met de APX2-toren, voorzien van een Belgisch 47 mm kanon. Op 13 september werd de order bevestigd; het budget bedroeg 18.850.000 Belgische frank en de leveringen zouden, in een tempo van drie per maand, in oktober beginnen. Voor Renault was het echter onaantrekkelijk geworden veel geld te investeren in de verbetering van het type, nu het Franse leger geen nabestellingen zou doen van het oorspronkelijke model. Renault was in feite niet in staat werkende voertuigen te produceren van een model verbeterd met een nieuwe ophanging zoals de Belgen wensten. De levering zou zo een kleine drie jaar vertraging oplopen en werd in een gereduceerd aantal van tien uitgevoerd — en de voertuigen zouden uiteindelijk gelijk zijn aan een voertuig dat in Frankrijk een andere typeaanduiding kreeg: de AMC 35.